# John Backus
John Warner Backus, född 3 december 1924 i Philadelphia i Pennsylvania i USA, död 17 mars 2007 i Ashland i Oregon, var en amerikansk programutvecklare.
Backus är känd för att ha lett utvecklingen av ett av de allra första högnivåprogramspråken, Fortran, och som en av upphovsmännen till Backus-Naur-form (BNF, ett vanligt sätt att definiera syntax för ett formellt programmeringsspråk), och även att ha myntat begreppet funktionell programmering.

## Utmärkelser
John Backus fick National Medal of Science 1975  och Turingpriset 1977. Han har fått asteroiden 6830 Johnbackus uppkallad efter sig.